# 阿通科查湖
8°51′53″S 77°44′57″W / 8.86472°S 77.74917°W
阿通科查湖（Lake Atuncocha），是秘魯的湖泊，位於該國北部安卡什大區，由瓦伊拉斯省的聖克魯斯區負責管轄，處於布蘭卡山脈，長1.88公里、寬0.6公里，海拔高度4,625米。